# Norristown
Norristown is een plaats (borough) in de Amerikaanse staat Pennsylvania, en valt bestuurlijk gezien onder Montgomery County.

## Demografie
Bij de volkstelling in 2000 werd het aantal inwoners vastgesteld op 31.282.
In 2006 is het aantal inwoners door het United States Census Bureau geschat op 30.337, een daling van 945 (-3,0%).

## Geboren
- Jimmy Smith (1928-2005), jazzorganist
- Jaco Pastorius (1951–1987), basgitarist
- Michael Everson (1963), Iers taalkundige en expert in schriftsystemen van Amerikaanse afkomst
- Maria Bello (1967), actrice
- Lisa Raymond (1973), tennisspeelster
- Nia Ali (1988), atlete

## Geografie
Volgens het United States Census Bureau beslaat de plaats een oppervlakte van
9,1 km², geheel bestaande uit land. Norristown ligt op ongeveer 66 m boven zeeniveau.

## Plaatsen in de nabije omgeving
De onderstaande figuur toont nabijgelegen plaatsen in een straal van 8 km rond Norristown.